# 寶邑路

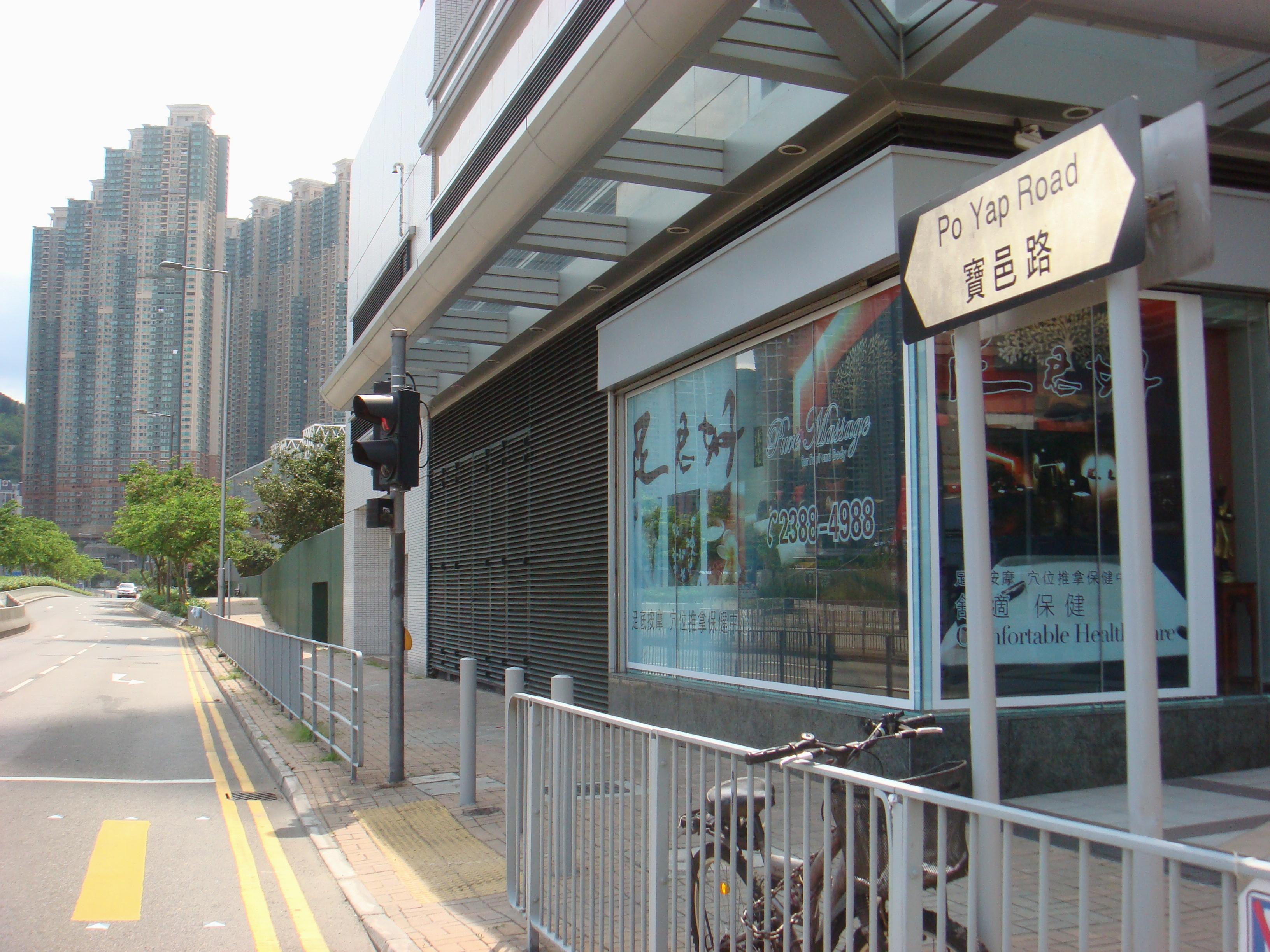
右方是寶邑路的路牌

寶邑路（英語：Po Yap Road）是香港新界將軍澳新市鎮的街道，穿越將軍澳市中心，連接環保大道和寶順路與翠嶺路交界，貫通坑口和調景嶺。街道建於填海地之上，兩旁均為住宅和休憩用地，亦是市鎮的交通總匯，設有鐵路車站，往返市區瞬間即可到達。

## 事件
- 2007年12月14日深夜，寶順路及寶邑路交界發生致命交通意外，一輛新巴與城巴相撞，2死17傷[1]。該路口本來設有交通燈，但事發時則停用，引起爭議[2]。
- 2010年1月15日，寶邑路以南的將軍澳66B區（將軍澳市地段第76號）地皮[3]以20億元被勾出，可建住宅單位不多於880伙。
- 2010年2月22日，上述66B區地皮在荃灣大會堂拍賣，最終由新鴻基地產以33.7億元投得，比勾地價高出逾68%，預料每呎樓面地價約為4,628元[4]。

## 交匯道路

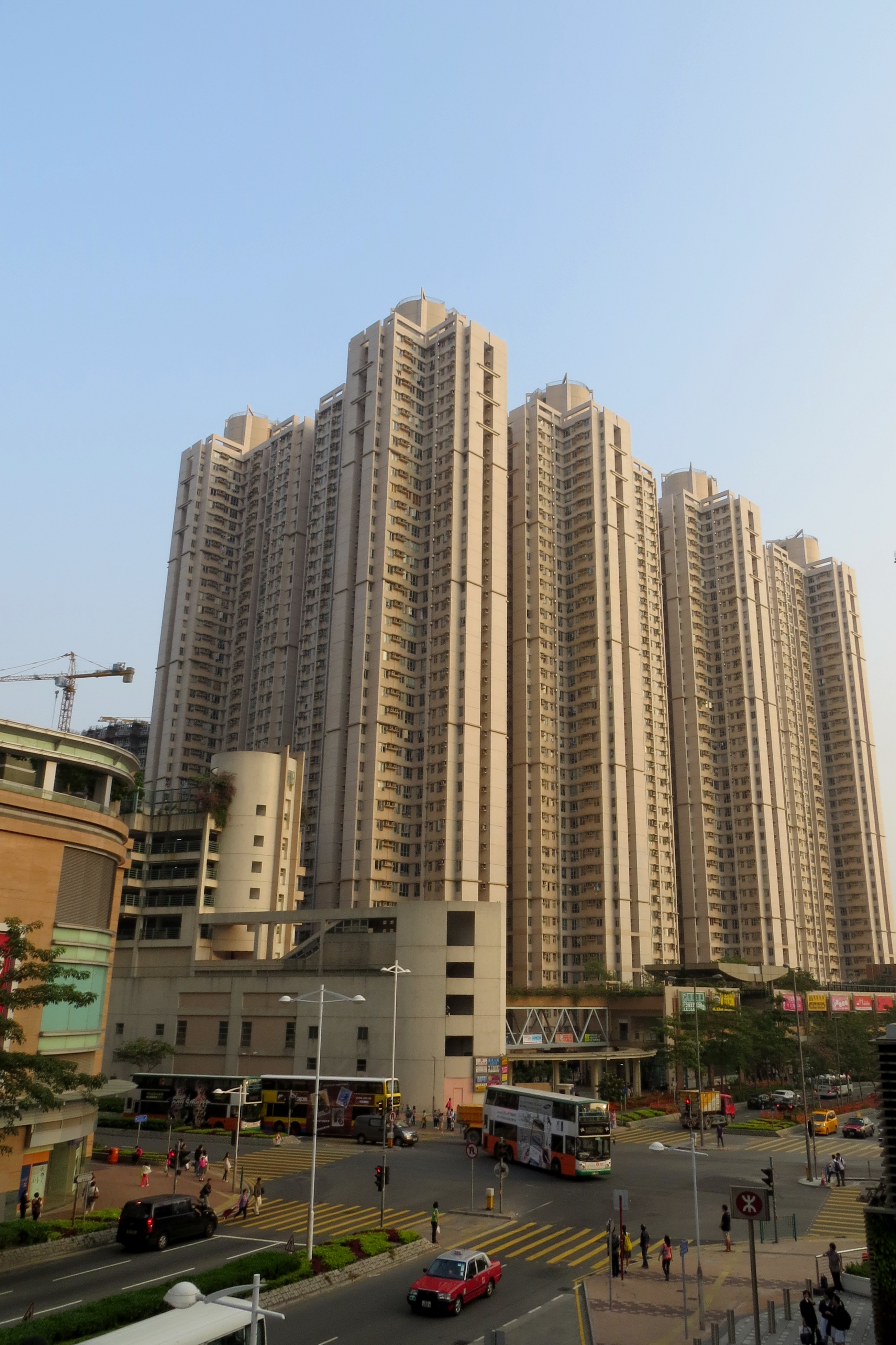
寶邑路與唐俊街交界，後方為寶盈花園。

- 環保大道
- 寶康路
- 唐俊街
- 唐賢街
- 寶順路

## 沿線建築物
- 將軍澳運動場
- 清水灣半島
- 將軍澳廣場
- 君傲灣
- 怡明邨
- 寶盈花園
- 天晉
- 港鐵將軍澳站
- 將軍澳中心

## 相關
- 將軍澳市中心
- 調景嶺
- 將軍澳

## 圖片集
- 寶邑路與寶康路交界處
- 寶邑路與將軍澳港鐵站外觀
- 將軍澳中心
- 將軍澳廣場